# 1998 SB144
1998 SB144 är en asteroid i huvudbältet som upptäcktes den 18 september 1998 av den belgiske astronomen Eric W. Elst vid La Silla-observatoriet.
Asteroiden har en diameter på ungefär 2 kilometer.